# Clemens Brentano

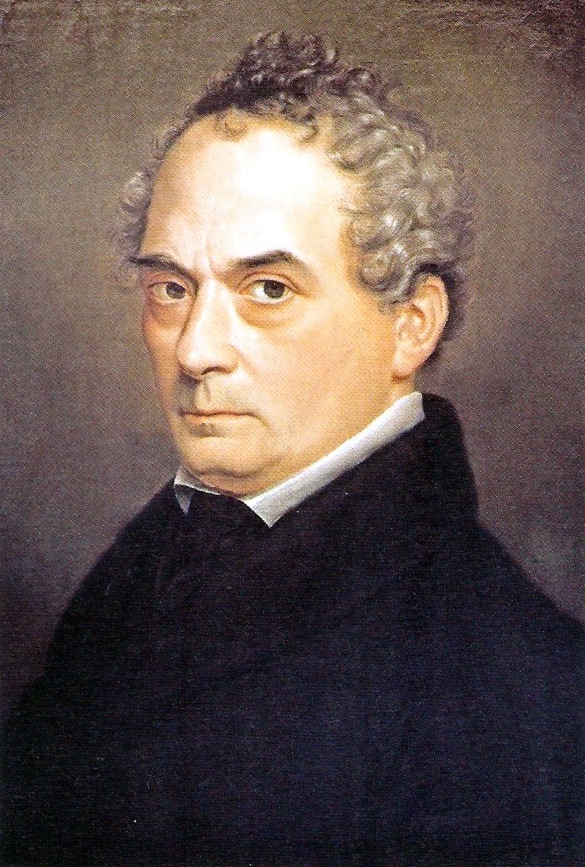
Clemens Brentano

Clemens Wenzeslaus Brentano de La Roche (8. září 1778, Ehrenbreitstein, Koblenz – 28. července 1842, Aschaffenburg) byl německý romantický básník a prozaik, společně s Achimem von Arnim hlavní představitel mladšího proudu německé romantiky (Spätromantik), tzv. heidelberské skupiny romantiků.

## Život
Narodil se roku 1778 v rodině bohatého frankfurtského kupce italského původu, ale první dva roky života prožil v Ehrenbreitsteinu (dnes součást Koblenze) v rodném domě své matky, rozené La Roche. Jeho výchova zde však byla poněkud rozporuplná, neboť ho vychovávala jednak jeho protestantská babička z matčiny strany Sophie von La Roche (ta byla v mládí spřátelena s německým básníkem Wielandem, znala se s Goethem a byla iniciátorkou německé zábavné literatury), jednak jeho katolická teta z Koblenze. Na nátlak otce musel Brentano navštěvovat obchodní školu, kterou však nedokončil. Stejně neúspěšná byla jeho studia na univerzitách v Bonnu, Jeně, v Halle a v Göttingenu. V Jeně se však seznámil s kruhem staršího romantismu (Frühromantik) a poznal zde také svou budoucí manželku Sophii Mereau, se kterou se oženil roku 1803 (zemřela roku 1806). Roku 1801 uzavřel v Göttingenu přátelství se svým budoucím švagrem Achimem von Arnim (ten se roku 1811 oženil s Brentanovu sestrou Bettinou) a oba se již tehdy rozhodli sbírat lidovou poezii. Výsledkem tohoto snažení byla sbírka německých lidových a starých písní Chlapcův kouzelný roh, kterou vydali ve třech svazcích v Heidelbergu v letech 1806 až 1808. Společně také vydávali roku 1806 v Heidelbergu romantické Noviny pro poustevníky (Zeitung für Einsiedler).
Po rozpadu heidelberského kruhu romantiků žil do roku 1811 v Berlíně, kde platil v nejvyšších společenských kruzích za geniálního a oduševněného mistra zábavy. V letech 1811–1814 žil v Čechách, kde jeden z jeho bratrů vlastnil statek v Bukovanech, navštívil také Prahu a spolupracoval s Josefem Dobrovským na své divadelní hře Založení Prahy.
Do roku 1819 žil jako veselý světák překypující vtipem a smělostí fantazie. V tomto roce však došlo v jeho životě k zásadnímu obratu, a to k obratu od umění k náboženství. Seznámil se totiž s jeptiškou Annou Kateřinou Emmerichovou, na jejímž těle se objevila stigmata, a která měla v dülmenském klášteře u Münsteru svatá vidění. Stal se jedním z mnoha jejích přívrženců, kteří věřili že je „vyvolenou nevěstou Kristovou“, a po pět let (až do její smrti v roce 1824) zaznamenával její vidění, úvahy a řeči, aby je mohl později tiskem vydat (podle současných výzkumů ale prokládal její sdělení také vlastními poetickými pasážemi). Chtěl se dokonce stát knězem, ale pro rozvod jeho druhého manželství mu to nebylo umožněno.
Po roce 1824 bloudil z místa na místo, ale byl stále ve spojení s přísnými kajícníky. Zuboženého tělesně a zčásti i duševně se jej nakonec ujal jeden z jeho bratrů, a u něho Brentano roku 1842 zemřel.

## Dílo

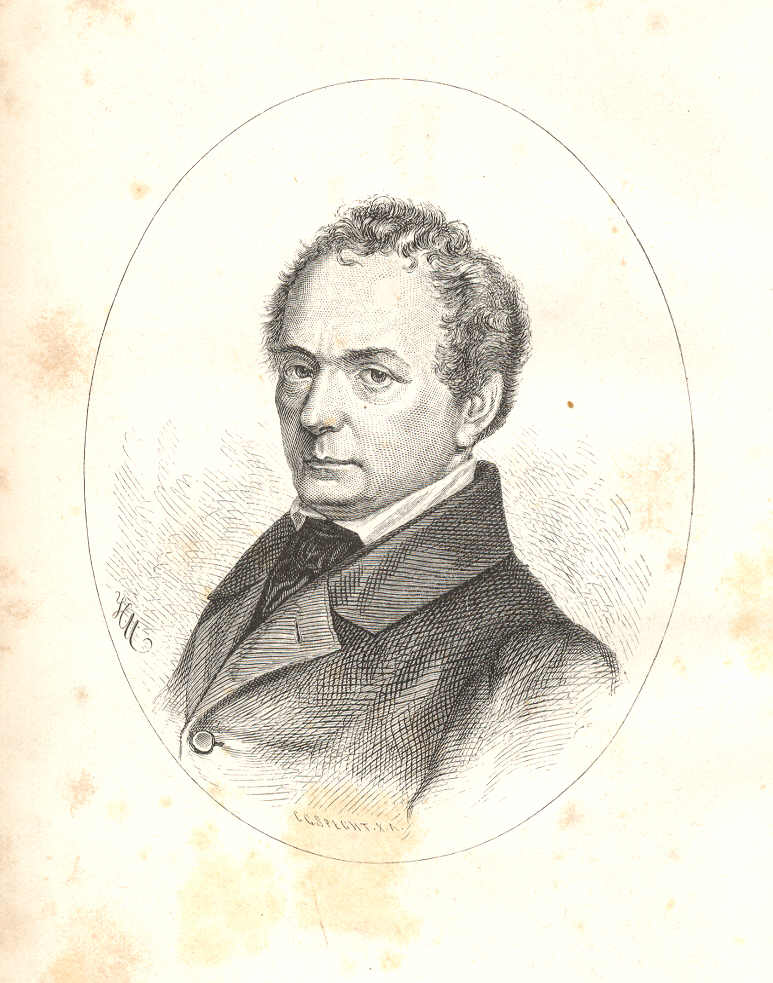
Clemens Brentano

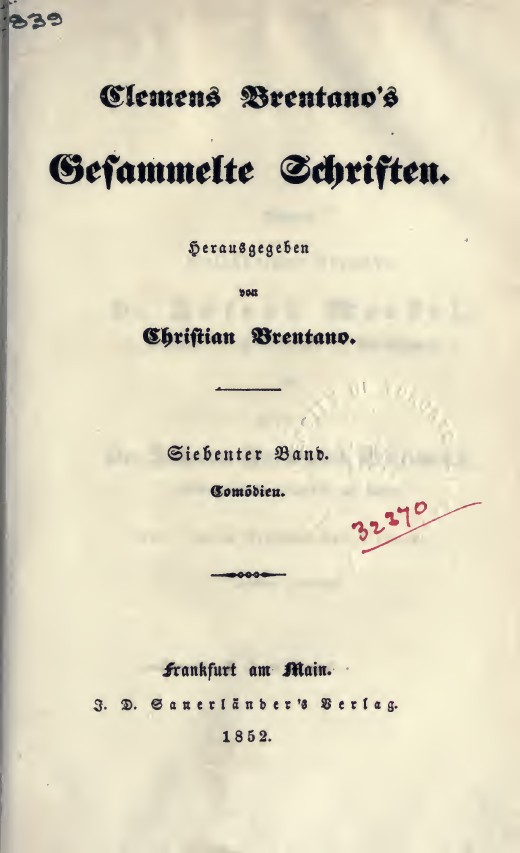
Comödien (1852)

- Godwi (1801-1802), dvoudílný ironický i smyslný román, který sám Brentano označil jako „zdivočilý“,
- Z kroniky potulného žáka (1802, Die Chronika des fahrenden Schülers), satira na filistry, tj. na úzkoprsé omezence,
- Veselý muzikant (1803, Die lustigen Musikanten), singspiel,
- Ponce de Leon (1804), komedie,
- Chlapcův kouzelný roh (1806-1808, Des Knaben Wunderhorn), sbírka německých lidových a starých písní (tři díly), kterou Clemens Breanto vydal společně se svým přítelem Achimem von Arnimem. Sbírka čerpá ze soudobého lidového zpěvu, ze starší měšťanské poezie, z tvorby básníků 16.-18. století i z písní kramářských, přičemž její autoři provedli v písních řadu změn, úprav a doplňků. Vedle balad, morytátů, písní historických a legend obsahuje sbírka i kostelní zpěvy, milostnou poezii, písně vojenské, tovaryšské a dětské a další.
- Založení Prahy (1815, Die Gründung Prags), divadelní hra o vzniku českého státu napsaná ve spolupráci s Josefem Dobrovským, jejíž děj sahá od zvolení Libuše kněžnou přes její spojení s Přemyslem až k vidění města Prahy.
- Tři ořechy (1817, Die drei Nüsse), novela,
- Povídka o hodném Kašpárkovi a krásné Aničce (1817, Geschichte vom braven Kasperl und dem schönen Annerl), vyprávění o čestném vojákovi a jeho snoubence, která byla svedena pánem a popravena jako vražednice dítěte.
- Milosrdné sestry ve vztahu k ubohým a nemocným (1831, Die Barmherzigen Schwestern in Bezug auf Armen- und Krankenpflege)
- Hořké utrpení našeho Pána Ježíše Krista (1833, Das bittere Leiden unsers Herrn Jesu Christi), první díl Brentanem zapsaných vidění, úvah a řečí blahoslavené Anny Kateřiny Emmerichové,
- Gockel, Hinkel a Gackeleia (1838, Gockel, Hinkel und Gackeleia), pohádka,
- Pohádky (1844, Mährchen von Clemens Brentano), posmrtně vydaný soubor Brentanových pohádek, které plné svobodné imaginace,
- Život přesvaté panny Marie (1852, Das Leben der heiligen Jungfrau Maria), posmrtně vydaný druhý díl Brentanem zapsaných vidění, úvah a řečí blahoslavené Anny Kateřiny Emmerichové,
- Romance o růženci (1852, Romanzen vom Rosenkranz), posmrtně vydaný nedokončený Brenatanův epos
- Básně (1854, Gedichte), posmrtně vydané Brentanovy básně.

## Česká vydání
- Hořké umučení Pána našeho Ježíše Krista podle vidění zbožné řeholnice Anny Kateřiny Emmerichovy, jak jí to Bůh zjevil roku 1823, Škola B.S.P, Brno 1882, přeložil Petr Hlobil, znovu Papežská knihtiskárna Benediktínů rajhradských, Brno 1899.
- Život přesvaté Panny Marie (dle vidění ctihodné Anny Kateřiny Emmerichové napsal Klement Brentano), Matěj Fencl, Uhříněves 1912, přeložil Matěj Fencl, znovu Otto Albert Tichý, Osvětimany na Moravě 1913 a Ladislav Kuncíř, Praha 1929.
- Příběh o hodném Kašpárkovi a hezké Aničce, Alois Hynek, Praha 1912, přeložil Maria Lešetický z Lešehradu,
- Dvě pohádky, Alois Hynek, Praha 1914, přeložil Jiří Rys,
- Pohádka o myrtové panně, Plaček, Pacov 1918, přeložil Viktor Schwing,
- Devět balad, Otto F. Babler, Olomouc 1933, ze sbírky Chlapcův kouzelný roh vybral a přeložil Otto F. Babler,
- Z kroniky potulného žáka, Jaroslav Šťastný, Kročehlavy 1936, přeložil Jaroslav Šťastný,
- O růžovém keři, Vyšehrad, Praha 1978, vybral a přeložil Jiří Munzar,
- Chlapcův kouzelný roh, Odeon, Praha 1980, vybral a přeložil Jindřich Pokorný.
- O statečném Kašpárkovi a krásné Aničce, Odeon, Praha 1988, výbor uspořádal Vladimír Vařecha, přeložili Vladimír Vařecha a Jiří Munzar,
- O myrtové panně, Zvon, Praha 1996, přeložil Jiří Munzar,
- O baronovi z Hopsapichu, Divadelní spolek Kašpar, Praha 2001, v německém originále Das Märchen vom Baron von Hüpfenstich.